# Annika í Dímun
Annika í Dímun er hovedpersonen i et færøsk sagn. Det fortælles, at hun, som mod sin vilje var blevet gift med bonden på Stora Dimun, blev dømt til døden ved drukning i Tórshavn i midten af 1500-tallet for at have dræbt sin ægtemand, angivelig for at kunne leve sammen med sin tjenestedreng i stedet.
Lucas Debes skrev om Anna Isaksdatter som i 1664 dømtes til døden for blodskam. Hun havde fået et barn med husbonden i 1656 og senere med hans bror i 1663. Hun havde ikke været gift med husbonden, og selv om han var død i mellemtiden var det fortsat strafbart for hende at få barn med hans bror. Anna Isaksdatter dømtes til døden ved drukning og svogeren til halshugning. Eyðun Andreassen har sat spørgsmålstegn ved teorien om, at Annika í Dímun og Anna Isaksdatter kan være samme person.
En serie med tre frimærker med motiv fra sagnet om Annika blev udgivet af Postverk Føroya i 2011.